# Arkoma
Arkoma – miasto w Stanach Zjednoczonych, w stanie Oklahoma, w hrabstwie Le Flore.